# Museo Gutenberg
Il Museo Gutenberg di Magonza, detto anche museo del mondo della stampa, è una delle più importanti istituzioni culturali della città. Ha sede nel complesso del Palazzo Zum Römischen Kaiser.

## Storia
Il museo fu originariamente fondato nel 1900, in occasione del 500º anniversario della nascita di Johannes Gutenberg. Il bibliotecario Aloys Ruppel ebbe un ruolo fondamentale per lo sviluppo della biblioteca, individuando la possibilità di realizzare una raccolta specializzata nella storia della stampa. L'edificio Zum Römischen Kaiser venne eretto tra la seconda metà del Seicento da Edmund Rokoch, e ospitava in origine salotti di rappresentanza.

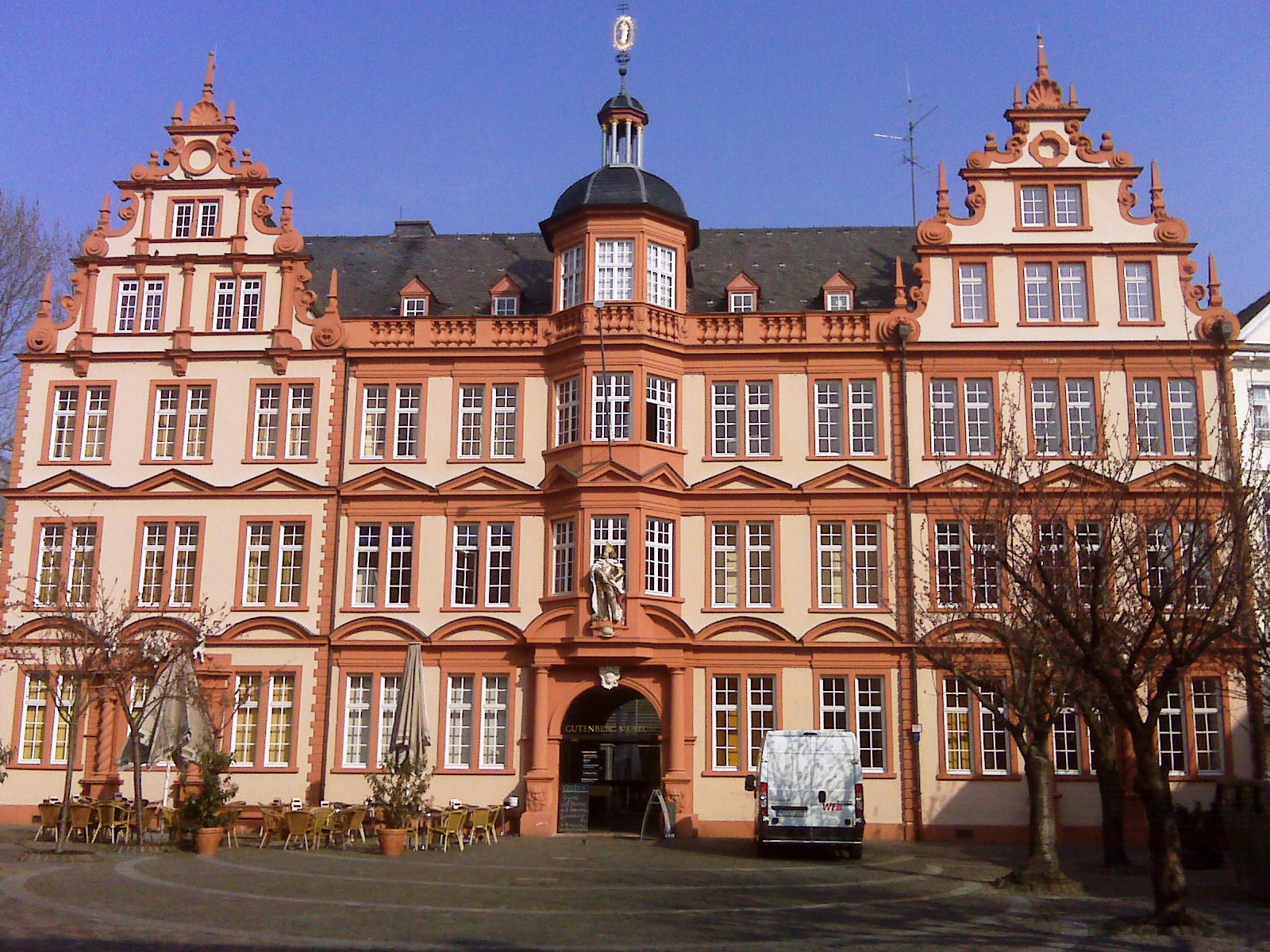
La sede originaria del Museo Gutenberg

Originariamente situato in due stanze del Palazzo del Principe Elettore (Magonza), che ospita anche la biblioteca comunale, il museo si trasferì nel 1912 nel nuovo edificio della Biblioteca comunale di Magonza. Nel 1925 fu concepita una separazione spaziale tra il museo e la biblioteca comunale.
L'edificio nuovo su cinque piani che ospita il museo Gutenberg fu costruito nel 1962 e fu notevolmente ampliato nel 2000 durante le celebrazioni che nominarono l'inventore della stampa a caratteri mobili “Uomo del millennio”; la nascita della raccolta risale però al 1900, durante il principato di Assia-Darmstadt.
Nel 1978 si verificò un'importante acquisizione, che ebbe per oggetto la Bibbia a 42 linee, la famosa Bibbia di Gutenberg, primo libro a stampa prodotto in Europa, oggi protetta in un caveau. Il museo Gutenberg si segnala per la qualità degli apparati didattici e per la bellezza degli oggetti esposti, tra cui diversi torchi per la stampa, di varie epoche e fogge e le macchine per la litografia.

## Citazioni

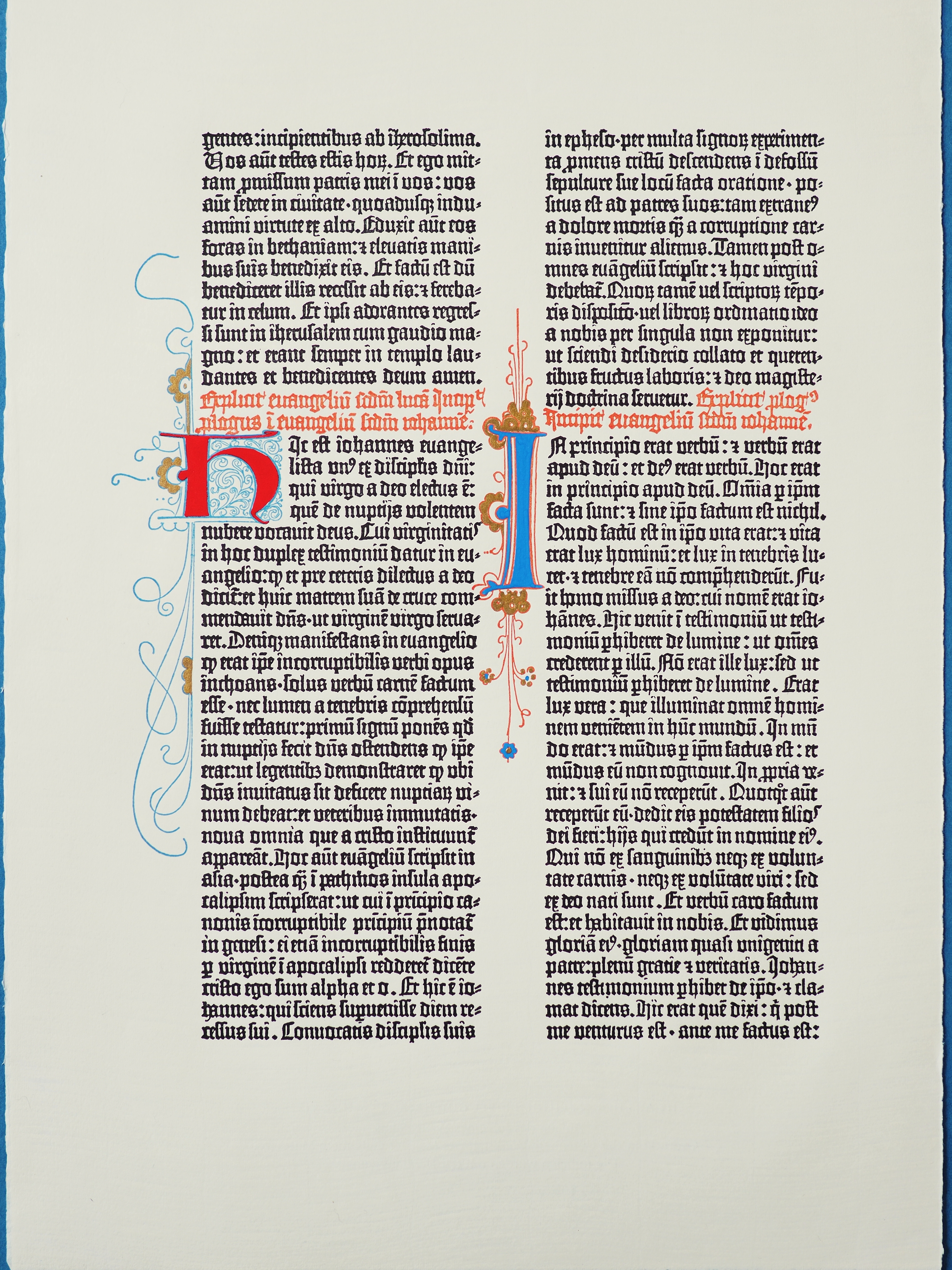
Fac-simile di Bibbia a 42 linee

- Il Museo Gutenberg viene citato nella canzone Tappeto volante (Franco Battiato-Giuni Russo-Maria Antonietta Sisini), inclusa nell'album Energie (1981) della cantautrice ed interprete palermitana Giuni Russo.